# Torre de agua de Wilhelmshaven

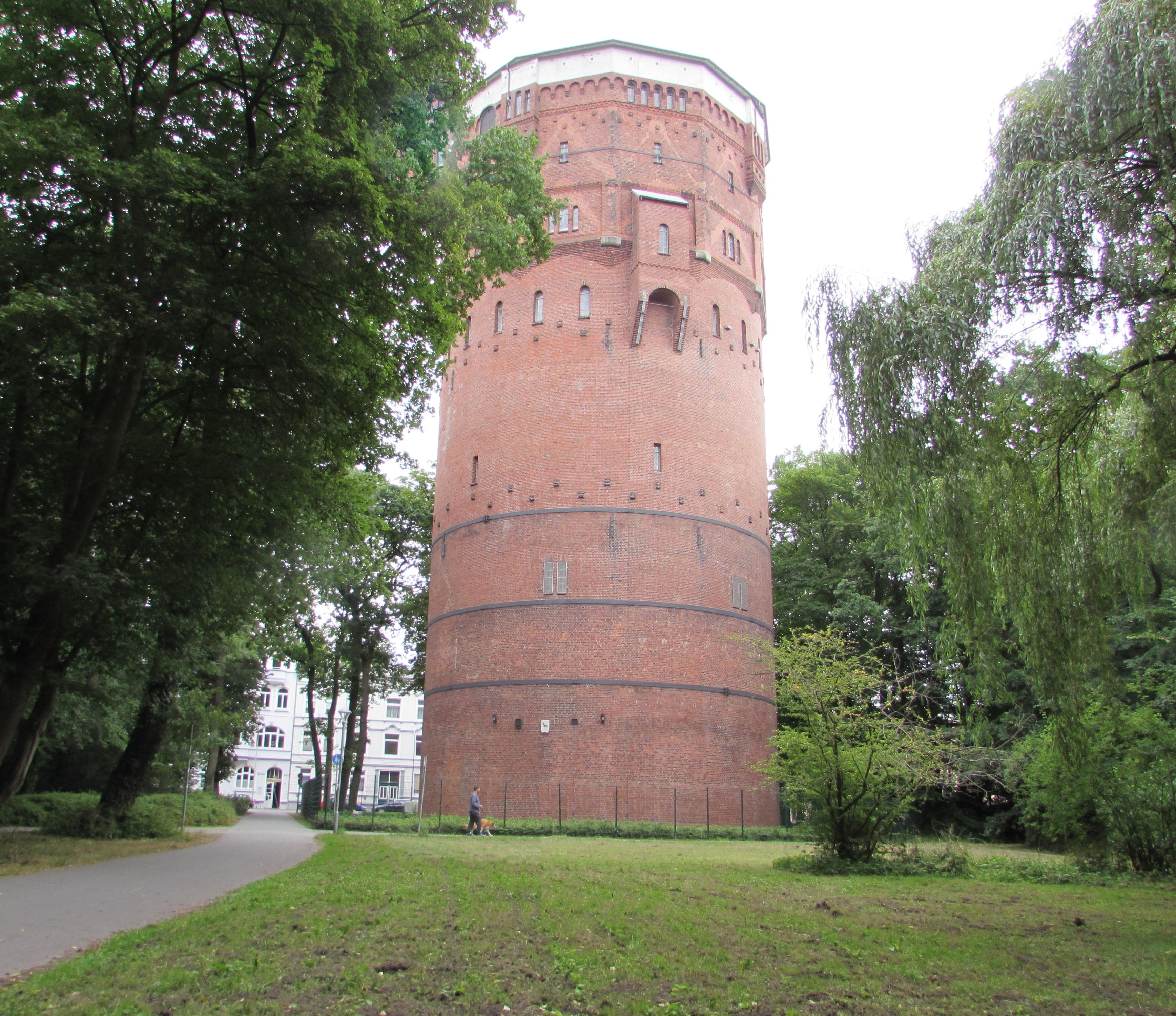
La torre de agua de Wilhelmshaven.

La torre de agua de Wilhelmshaven (Wasserturm Wilhelmshaven en alemán) es un hito de 42 metros de altura de Wilhelmshaven en Baja Sajonia, Alemania. La torre fue construida en los años 1910-1911 como la tercera torre de agua de Wilhelmshaven, y todavía funciona como una parte importante del suministro de agua de la ciudad. Originalmente fue construido como un elemento de almacenamiento de agua potable en altura, que constaba de dos cámaras hechas en acero aleado. Ambas cámaras podrían contener entre 800 y 1200 metros cúbicos de agua.
El contenedor de agua fue renovado en 2007 durante un período de trabajo de varios meses, y toda la torre, incluida la cimentación, fue reconstruida. Después de 100 años de funcionamiento, la técnica de la torre había quedado anticuada. Los daños por corrosión provocaron fugas en las conexiones internas. El antiguo contenedor fue completamente desmontado durante la reconstrucción, para instalar uno nuevo hecho de acero inoxidable con un diámetro de 15,90 (nivel de agua 8,75 metros). El nuevo contenedor tiene una capacidad de 1750 metros cúbicos de agua.

## Ubicación
La torre se encuentra en Kurpark, en Bismarckstraße.